# Bernhard Heid
Bernhard Heid (* 14. August 1930 in Waltersberg; † 18. April 2002 in Fürth) war ein deutscher Architekt.

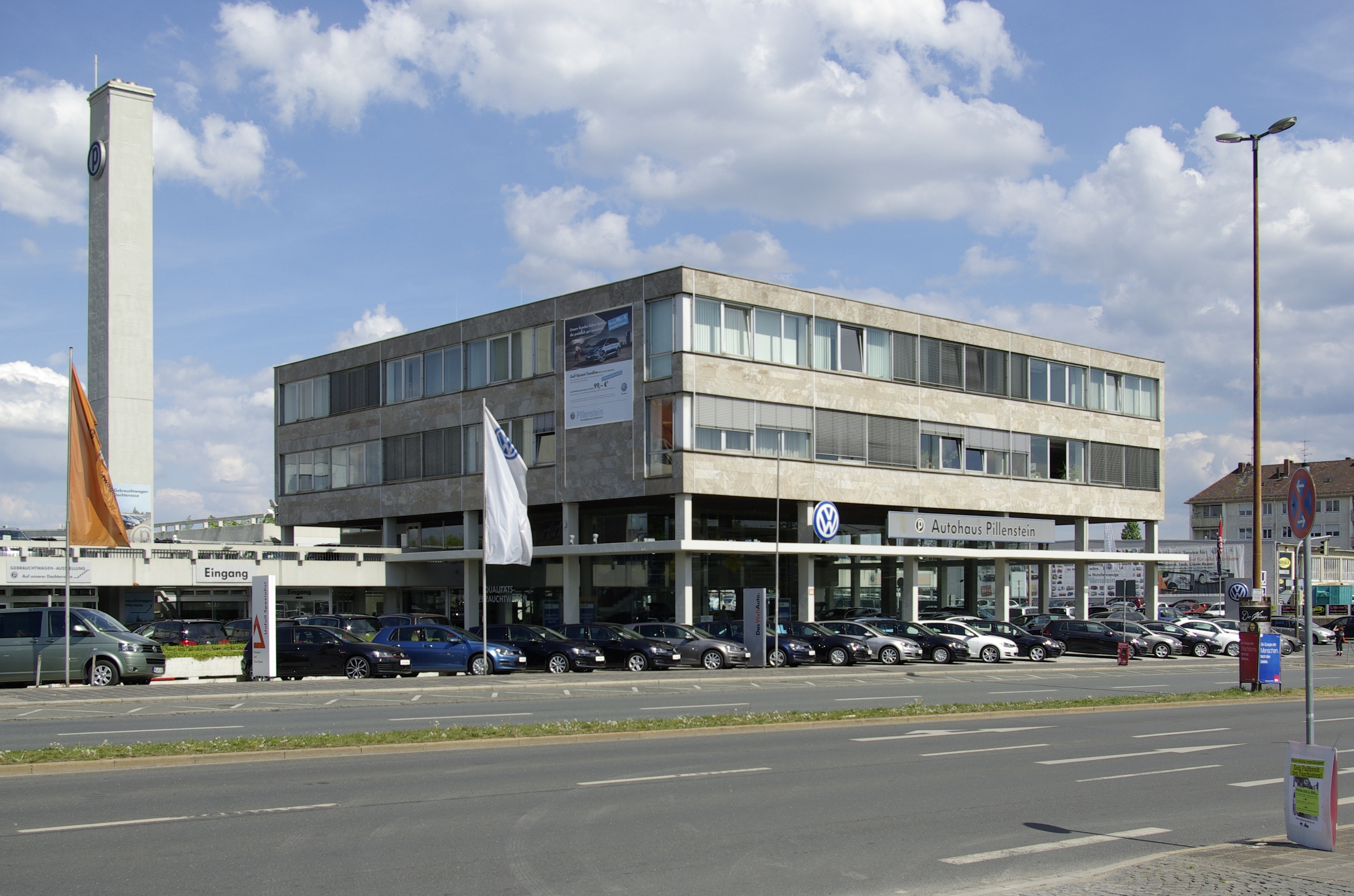
Autohaus Pillenstein, Fürth

## Werdegang
Nach einer Schreiner- und Zimmermannslehre ging Bernhard Heid an das Ohm-Polytechnikum Nürnberg, das er 1957 mit einem Abschluss als Dipl.-Ingenieur verließ. Anschließend studierte er an der Akademie der Bildenden Künste München und diplomierte 1963. Heid war Meisterschüler bei Sep Ruf und arbeitete auch in dessen Atelier in München. Bernhard Heid gründete 1962 ein Architekturbüro in Fürth. Bis 1999 führte er das Architekturbüro mit ca. 10 Mitarbeitern. 1999 wurden die beiden Söhne Volker und Wolfram Partner in seinem Büro. Seit seinem Tod im Jahr 2002 führen sie das Büro unter dem Namen Heid + Heid Architekten weiter.
Heid war Mitglied im Bund Deutscher Architekten und in den Baukunstbeiräten der Städte Fürth und Nürnberg.

## Bauten (Auswahl)
- 1963: Volksschule, Veitshöchheim

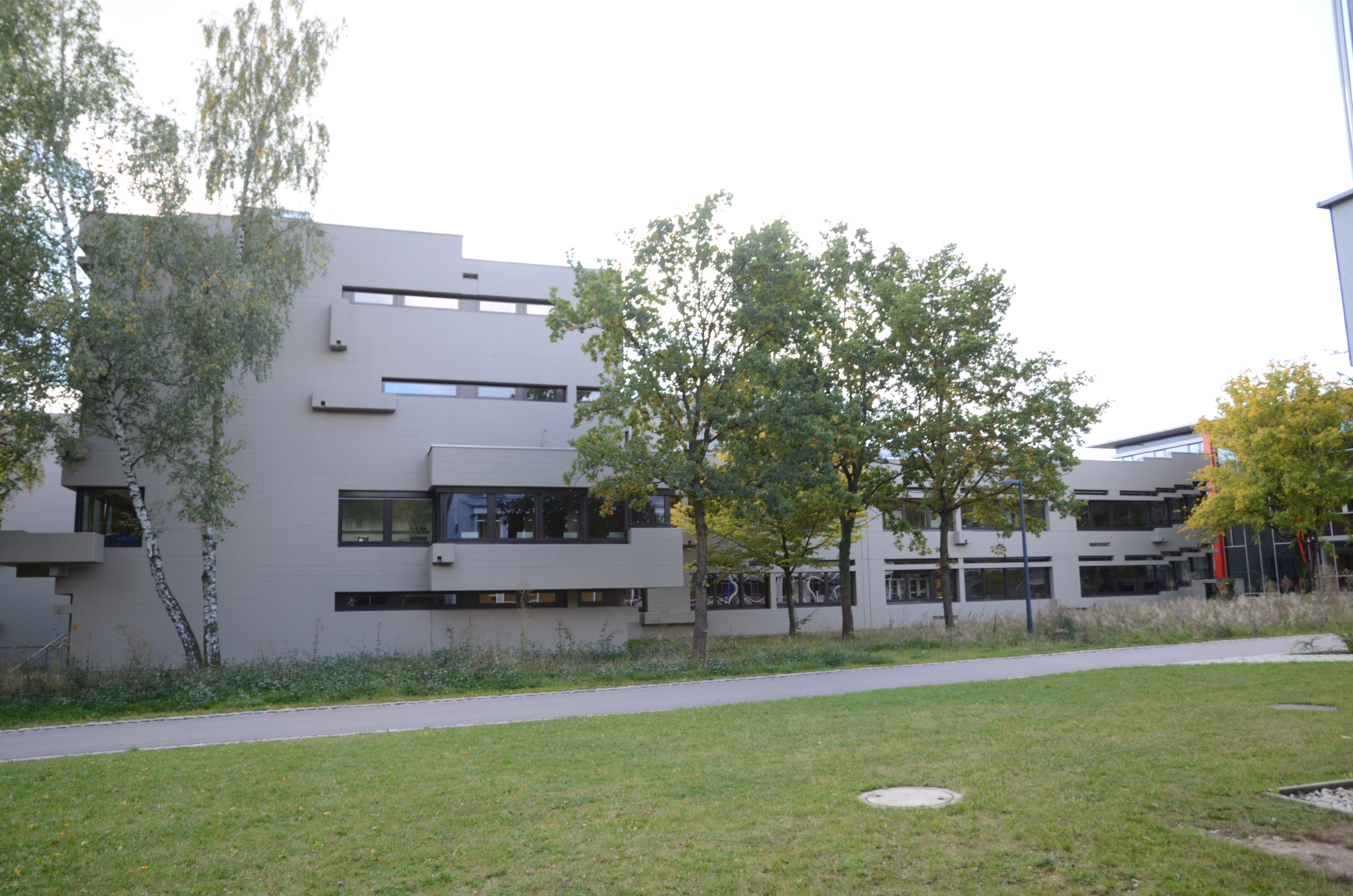
Gymnasium Dinkelsbühl

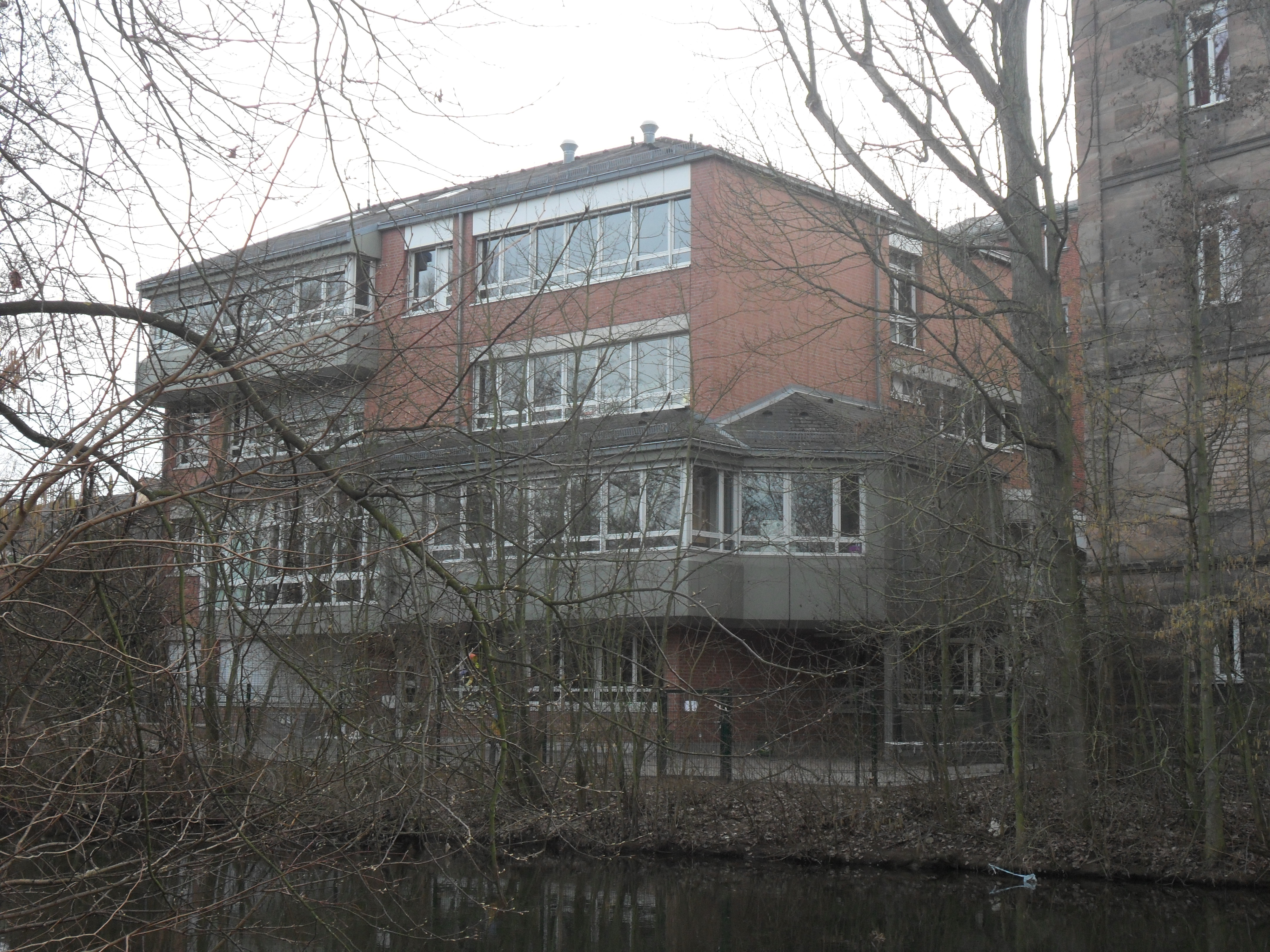
Erweiterung des Heinrich-Schliemann-Gymnasiums, Fürth

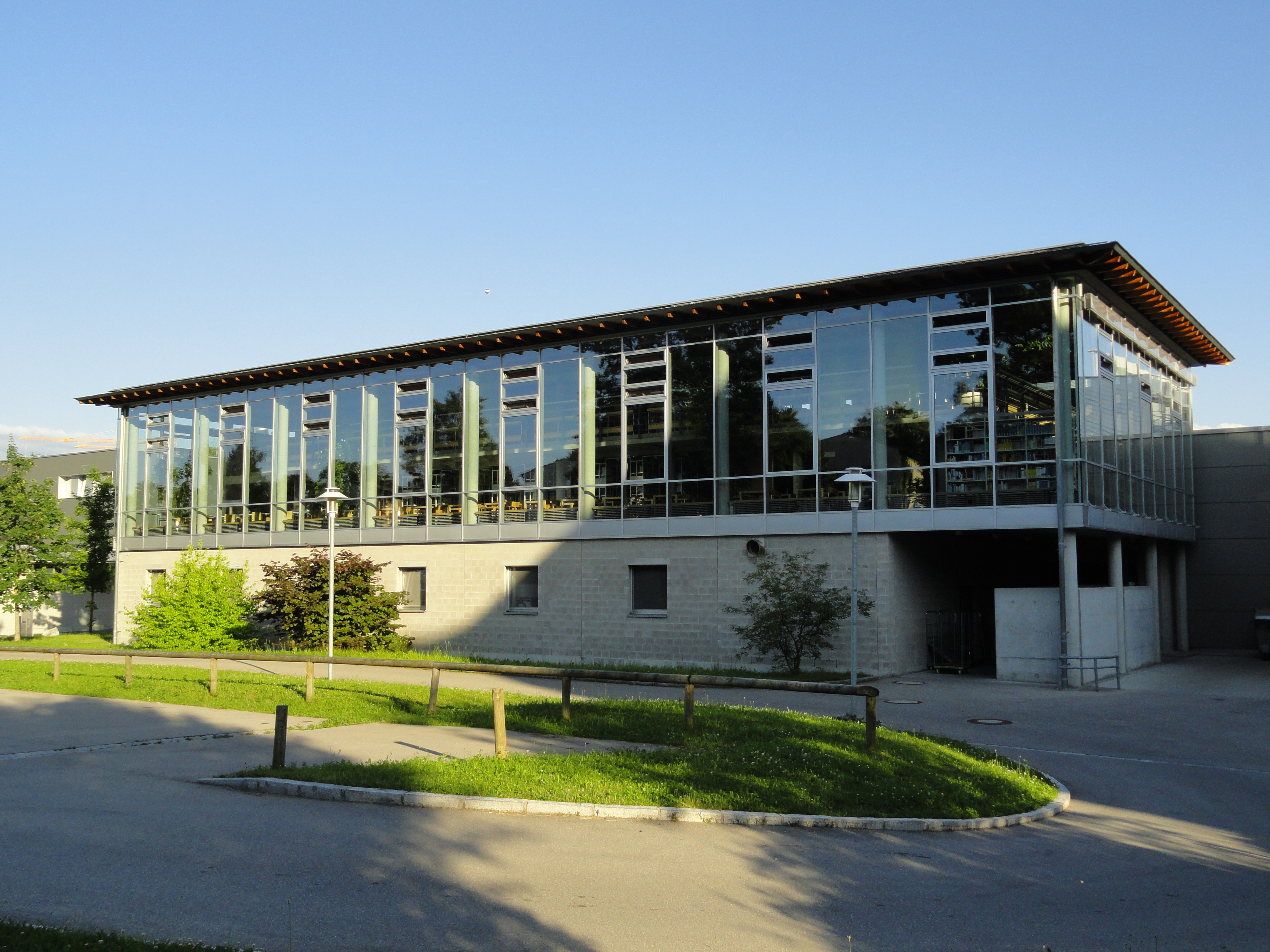
Fachhochschule Kempten, Hochschulbibliothek

- 1964: Oberrealschule, Tirschenreuth
- 1964: Volksschule, Zuchering
- 1965: Freibad, Zirndorf
- 1965: Volksschule, Postbauer-Heng
- 1965: Pfarrhaus, Oberasbach
- 1966: Autohaus Pillenstein, Fürth
- 1966: Volksschule, Hartmannshof
- 1966: Haus Schlosser, Zirndorf
- 1966: Haus Heid, Zirndorf
- 1967: Volksschule, Hof
- 1968: Volksschule, Engelthal
- 1968: Realschule, Pegnitz
- 1968: Freibad Veitshöchheim (1. BA)
- 1968: Haus Albert, Zirndorf
- 1964–1968: Geisbergbad Veitshöchheim
- 1969: Realschule, Forchheim
- 1970: Volksschule, Veitshöchheim (2. BA)
- 1970: Sonderschule, Veitshöchheim
- 1967–1970: Gymnasium, Dinkelsbühl
- 1972: Beschützende Werkstatt für Behinderte, Fürth
- 1973: Schulzentrum, Pegnitz
- 1974: Kunsteisbahn, Pegnitz
- 1974: Freibadanlage, Betzenstein
- 1974: Pension mit Gasthaus Treiber, Obertrubach
- 1976: Sonderschule, Dinkelsbühl
- 1976: Schul-, Sport- und Freizeitzentrum, Höchberg
- 1976: Haus Backes, Oberasbach
- 1971–1977: Wolfram-von-Eschenbach-Gymnasium
- 1977: Dreifachturnhalle, Weidenberg
- 1977: Milchhof Pegnitz
- 1977: Sonderschule, Fürth
- 1977: Hallenbad mit Restaurant und Kegelbahn, Stadt Langenzenn
- 1978: St. Peter, Walsdorf
- 1978: Fachoberschule, Fürth
- 1979: Volksschule, Veitshöchheim (3. BA)
- 1979: St. Christophorus, Fürth
- 1979: Notkirche, Wintersdorf
- 1980: Haus Birkamp, Zirndorf
- 1981: Erweiterung Heinrich-Schliemann-Gymnasium, Fürth
- 1983: Berufsschulzentrum Metall und Elektro, Fürth
- 1989: St. Ulrich, Nürnberg
- 1987–1991: Fachhochschule Kempten

## Ehrungen
- 2002: Sonderanerkennung – Gestaltungspreis der Wüstenrot Stiftung für Blindeninstitutsstiftung Rückersdorf[1]
- Haus Heid wurde verfilmt im Tatort: Die Nacht gehört dir (Bayerischer Rundfunk)[2]

Folgende Bauwerke sind vom Bayerischen Landesamt für Denkmalpflege eingetragene Baudenkmäler:
- Wolfram-von-Eschenbach-Gymnasium, Baudenkmal in Schwabach[3]
- Gymnasium Dinkelsbühl, Baudenkmal in Dinkelsbühl[4]
- Geisbergbad, war Baudenkmal in Veitshöchheim

## Ehemalige Mitarbeiter
- Michael Stößlein[5]

## Sonstiges
Das Wohnhaus von Bernhard Heid in Zirndorf diente 2023 als Filmkulisse in 15 Jahre von Chris Kraus, mit Hannah Herzsprung.